# Full Intention
Full Intention est un duo de producteurs/ remixeurs anglais composé de Michael Gray et Jon Pearn.

## Biographie
Jon Pearn et Michael Gray ont atteint le graphique du Hot Dance / Club Music Play Chart trois fois avec leurs propres singles, d'abord sous le nom Arizona, Zeitia avec le "Slide on the rythmn' ", qui est numéro un en 1993. Le titre qui les propulsa sur le devant de la scène fut incontestablement "America (I Love America)", un coup numéro un en 1996. Ils sont aussi connus grâce à leur remix du classique des clubs de 1997 "So In Love With You" par Duke. Bien que beaucoup de leurs remixes pour d'autres artistes aient été des coups de clubs réussis, ils sont revenus au meilleur de leur popularité en 2001, avec "I'll Be Waiting" avec Shena qui est grimpé jusqu'au numéro trois au charts des singles.
Les deux membres du groupe ont accompli le succès de leur carrière en solo avec différents singles. Les titres de Michael Gray "The Weekend" et "Borderline" ont été des succès tant sur les classements que dans les clubs. Jon Pearn, quant à lui, s'est formé une renommée avec Bodyrox. En 2009, Jon Pearn et Michael Gray ont sorti les titres "Once In A Lifetime", "I Will Follow", "Forever" sous le label Full Intention Records.  En 2010, ils ont sorti un single intitulé "America 2010", reprise de leur fameux single de 1995. En 2014, ils ont sorti plusieurs singles dont "Everlasting" et "Feel". Plus récemment, les titres qui ont eu beaucoup de succès sont "Keep Pushing" en 2016 et "I Miss You" en 2017.
En parallèle de singles, Full Intention est aussi un groupe de remixeurs accompli. Ils ont notamment sorti des remixes de la house classique comme Inner City Big Fun , Frankie Knuckles Tears, ou encore Black Riot A Day In The Life. Ils ont également sorti en 2018 un remix du morceau de David Penn avec Lisa Millett intitulé Join Us.

## Discographie

### Albums
- 1995 Phase One, sous l'alias Hustlers Convention
- 2002 Ministry of Sound - Defected Sessions
- 2006 Connected: 10 Years of Full Intention
- 2013 Perspective Mini LP

### Singles
- Note pour les listes suivantes : Le duo Michael Gray et Jon Pearn ont utilisé divers pseudonymes, pas seulement celui de "Full Intention".

#### Full Intention
- 1994 "Full Length Disco Mixes"
- 1995 "America (I Love America)" (avec Nick Clow)
- 1996 "The Return Of Full Intention"
- 1996 "Uptown Downtown" (avec Nick Clow)
- 1996 "You Are Somebody" (avec Nick Clow)
- 1997 "America (I Love America) '97" (avec Nick Clow)
- 1997 "Shake Your Body (Down To The Ground)" (avec Nick Clow)
- 1997 "Dancin' All Night/In The Streets"
- 1998 "Everybody Loves The Sunshine" (avec Ernestine Pearce and Xavier Barnett)
- 2001 "Can't Get Over You" (avec Kat Blu)
- 2001 "I'm Satisfied"
- 2001 "I'll Be Waiting" (avec Shena McSween)
- 2002 "Soul Power" (avec Thea Austin)
- 2002 "Blue EP"
- 2002 "I Need A House Party"
- 2003 "No One"
- 2003 "Your Day Is Coming" (avec Shena McSween)
- 2003 "Red EP"
- 2003 "Green EP"
- 2004 "Orange EP"
- 2004 "It's Set To Groove"
- 2004 "It Hurts Me/Once In A Lifetime" (avec Xavier Barnett)
- 2004 "Purple EP"
- 2005 "La Musique"
- 2005 "Anniversary EP"
- 2006 "Your Day Is Coming 2006" (avec Shena McSween)
- 2006 "I Believe In You" (avec Lee Muddy Baker)
- 2006 "Soul Power 2006" (avec Thea Austin)
- 2008 "Catch Me When I'm Falling"
- 2009 "Once In A Lifetime"
- 2009 "Forever"
- 2009 "I Will Follow"
- 2010 "Earth Turns Around EP"
- 2011 "Play"
- 2011 "I'll be Waiting"
- 2012 "Jupiter One"
- 2012 "La Musique 2012"
- 2013 "Octavia/SEM EP"
- 2013 "Icon"
- 2013 "Madness"
- 2013 "Sacrifice"
- 2013 "Float on"
- 2013 "Perspective"
- 2013 "First Time Ever"
- 2013 "All Right"
- 2013 "See Basan"
- 2013 "Get The Money Right"
- 2013 "I'll Be"
- 2014 "Everlasting/Feel"
- 2014 "Plenty of Time"
- 2014 "London"
- 2014 "Do You Feel"
- 2014 "Let me be"
- 2014 "Nobody Knows"
- 2014 "Meteor Man"
- 2014 "Walk Away"
- 2014 "Upside Down"
- 2014 "I Will Wait For You"
- 2015 "Mentum"
- 2015 "So Confused" (avec Mira J)
- 2015 "Automatic"
- 2015 "Cova Santa"
- 2015 "What's In It"
- 2015 "Like That"
- 2015 "Who's Getting Down"
- 2015 "Don't Care What You Do"
- 2016 "Keep Pushing"
- 2017 "I Miss You 2016"
- 2017 "It's Set To Groove 2017"
- 2017 "I'll Be Waiting 2017"

#### Hustlers Convention
- 1992 "The Groovers Delight EP"
- 1992 "The Uptown EP"
- 1993 "The Hustlers Dance EP"
- 1993 "Volume 4"
- 1993 "The Hustlers Party EP"
- 1994 "Just Can't Give Up"
- 1995 "Dance To The Music" (avec Dave Laudat and Ondrea Duverney)
- 1996 "Final" (avec Ondrea Duverney)
- 1998 "Disco Roots Vol. 1"
- 1998 "Turn It Up"

#### Disco-Tex
- 1995 "Vol. 1"
- 1996 "Vol. 2"
- 1996 "Vol. 3"
- 1997 "Vol. 4"
- 1997 "Vol. 5"
- 2000 "I Need A House Party/Can You Feel It"
- 2004 "Vol. 8"

#### Deep Down
- 1999 "Gime Me Your Love/A Definite Strangeness" (avec Kat Blu)
- 2001 "Gime Me Your Love" (avec Kat Blu)
- 2004 "Deep Down EP", (avec Kat Blu et Anthony Moriah)
- 2005 "It Seems To Hang On" (avec Anthony Moriah)

#### Greed
- 1990 "Give Me"
- 1991 "Love"
- 1992 "Gonna Let You Go"
- 1994 "Pump Up The Volume" (avec Ricardo Da Force)
- 1996 "Release The Tension"
- 1997 "Pump Up The Volume '97" (avec Ricardo Da Force)

#### Autres pseudos
- 1990 "Satisfaction", sous l'alias Grade A
- 1993 "The Greed EP", sous l'alias  Groove City
- 1993 "Slide On The Rhythm", sous l'alias  Arizona (avec Zeitia)
- 1994 "I Specialize In Love", sous l'alias Arizona (avec Zeitia)
- 1996 "So Addicted", sous l'alias  XXX (avec Eliza)
- 1997 "Dancin' In Outer Space", sous l'alias Disco Roots (avec Andy Sojka)
- 1997 "I Thought It Was You", sous l'alias Sex-O-Sonique
- 1998 "Mas Que Mancada", sous l'alias Ronaldo's Revenge
- 1998 "Who Do You Love", sous l'alias Soul Asylum
- 1998 "You're The One For Me", sous l'alias Preluxe (avec Steve Anderson et Clive Griffin)
- 1999 "I Need Your Love/Wired Up", sous l'alias The Rule (avec Ernestine Pearce)
- 1999 "(Do The) Spanish Hustle", sous l'alias Hustle Espanol
- 1999 "I Need Your Love (Body Music)", sous l'alias The Rule (avec Ernestine Pearce)
- 1999 "So Bad", sous l'alias  Storm Life (avec Ernestine Pearce)
- 1999 "How Do You Feel", sous l'alias Met Life (avec Cie)
- 2000 "How Long", sous l'alias Essence
- 2000 "(Do The) Spanish Hustle (The Remixes)", sous l'alias Hustle Espanol
- 2000 "I Don't Know If I Should Call You Baby", sous l'alias Definitive (avec Luciana Caporaso)
- 2001 "I Can Cast A Spell", sous l'alias Disco Tex Presents Cloudburst (avec Julian Jonah, Danny Harrison et Shena McSween)
- 2001 "Time After Time", sous l'alias High Rise
- 2006 "Better Than Perfect", sous l'alias Miami Ice

#### Productions pour d'autres artistes
- 1995 Awa Band - "Timba"
- 1998 Anthony Moriah - "The Reality"
- 2000 Anthony Moriah - "Whatcha Doing Now?"
- 2000 Awa Band - "Timba" (re-release)
- 2001 Awa Band - "Tudo Lindo"
- 2001 Dajae - "What Do You Want"
- 2001 Dina Vass - "The Love I Have For You"
- 2001 Aly-Us - "Follow Me"

#### Coproductions et autres travail studio
- 1992 D.O.P. - "Groovy Beat"
- 1993 D.O.P. - "Oh Yeah"
- 1993 The Chameleon Project - "The Latin Alliance EP"
- 1994 Happy Larry's Big Orchestra - "Got The Music"
- 1994 Congress - "Happy Smiling Faces"
- 1994 Nush - "U Girls"
- 1995 Nush - "Move That Body"
- 2001 Una Mas - "I Will Follow"
- 2002 Soul Avengers featuring Kat Blu - "I Can't Stop"

### Remixes (ébauche)
- Alaia & Gallo feat. Kevin Haden - Go
- Another Level - Be Alone No More
- Another Level - I Want You For Myself
- Black Connection - Give Me Rhythm
- Black Riot - A Day In The Life
- Bob Sinclar feat. Gary Pine - Love Generation
- Bon Garcon - Freek U
- Brandy - Full Moon
- C-64 feat. Lionel Richie - On a Good Thing
- Christina Milian - Dip It Low
- Deepest Blue - Shooting Star
- David Penn ft Lisa Millett - Join Us
- Dina Vass - The Love I Have For You
- DJ Anna Feat Beverley Ely - Secret
- Duran Duran - Sunrise
- Duke - So In Love With You
- Eddie Amador - House Music
- Ella Henderson - Glow
- Emma Bunton - Free Me
- Faithless - Muhammad Ali
- The Fog - Been A Long Time
- Frankie Knuckles - Tears
- George Michael - Amazing
- Hurts - Stay
- Inner City - Big Fun
- Jamiroquai - Cosmic Girl
- Jamiroquai - You Give Me Something
- Jennifer Lopez - Get Right
- Jennifer Lopez - Love Don't Cost a Thing
- J. Majik featuring Kathy Brown - Love Is Not A Game
- Junior Jack - E Samba
- L. A. Funk Corporation (L.A.F.C.) - Vertigo (Let's Get Down Tonight)
- Lemar - Dance (With U)
- Les Rythmes Digitales - Jacques Your Body (Make Me Sweat)
- Masters at Work - To Be in Love (with India)
- Malachi - How It Feels
- Mariah Carey - Through The Rain
- Michael Canitrot - Chain Reaction
- Milky - Just The Way You Are
- Moony - Dove (I'll Be Missing You)
- Mylène Farmer - L'âme-stram-gram
- Paloma Faith - Just Be
- Peppermint Heaven - Plenty Of Time
- Purple Disco Machine - Need Someone
- Ralphi Rosario With Linda Clifford - Wanna Give It Up
- Roachford - River of Love
- Sophie Ellis-Bextor - I Won't Change You
- Sugababes - Hole in the Head
- Supafly vs. Fishbowl - Let's Get Down
- Supafly Feat. Shahin Badar - Happiness
- The Shapeshifters - Incredible
- Ultra Nate - Found a Cure
- Ultra Nate - Free
- Una Mas - I Will Follow
- Whitney Houston - Whatchulookinat